# Myzostoma carpenteri
Myzostoma carpenteri is een ringworm uit de familie Myzostomatidae.
Myzostoma carpenteri werd in 1884 voor het eerst wetenschappelijk beschreven door Graff.